# Scolymus hispanicus
Scolymus hispanicus o tagarnina, entre otros nombres, es una especie de planta herbácea del género Scolymus de la familia de las Asteraceae.

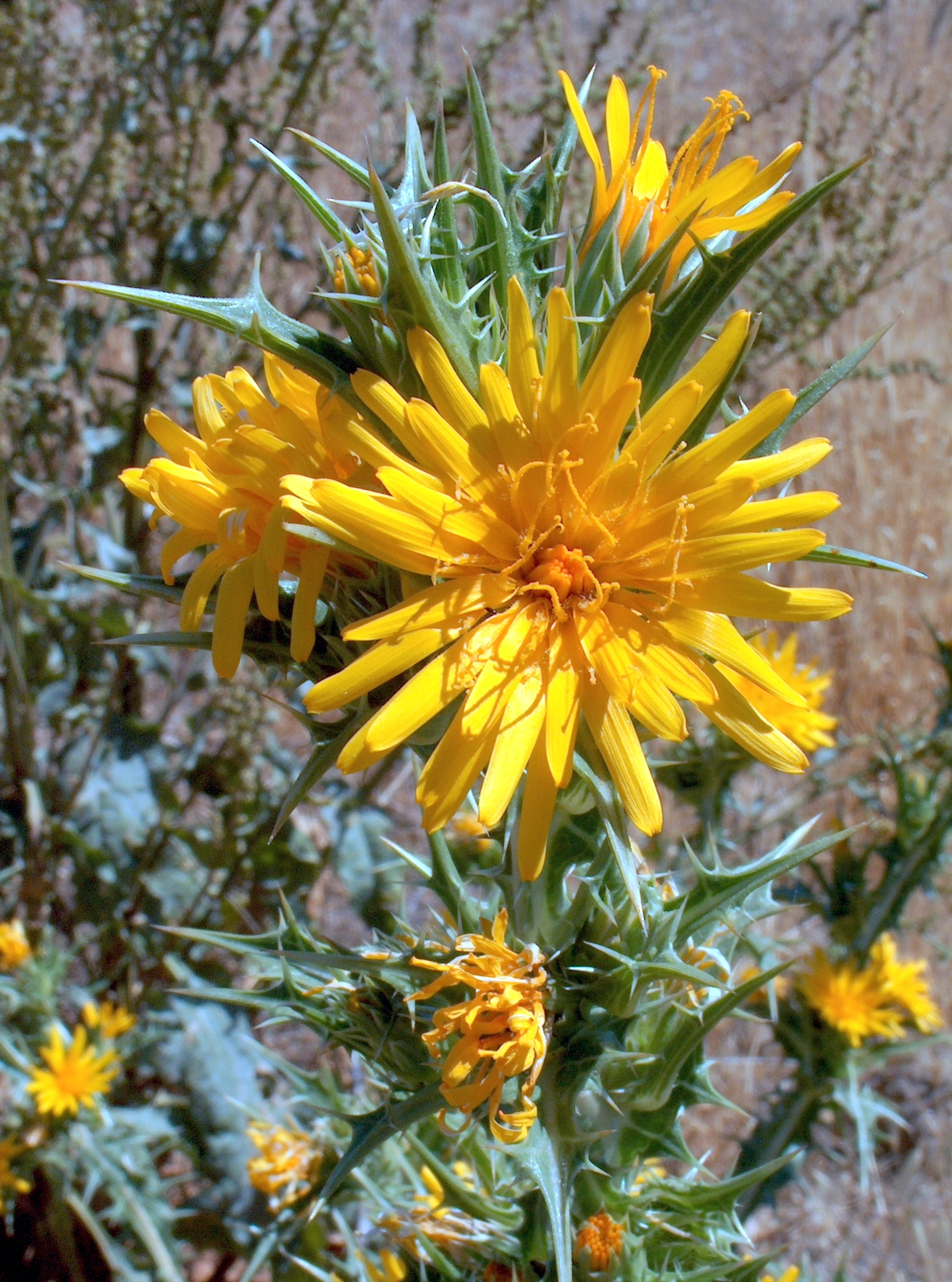
Detalle de las inflorescencias terminales.

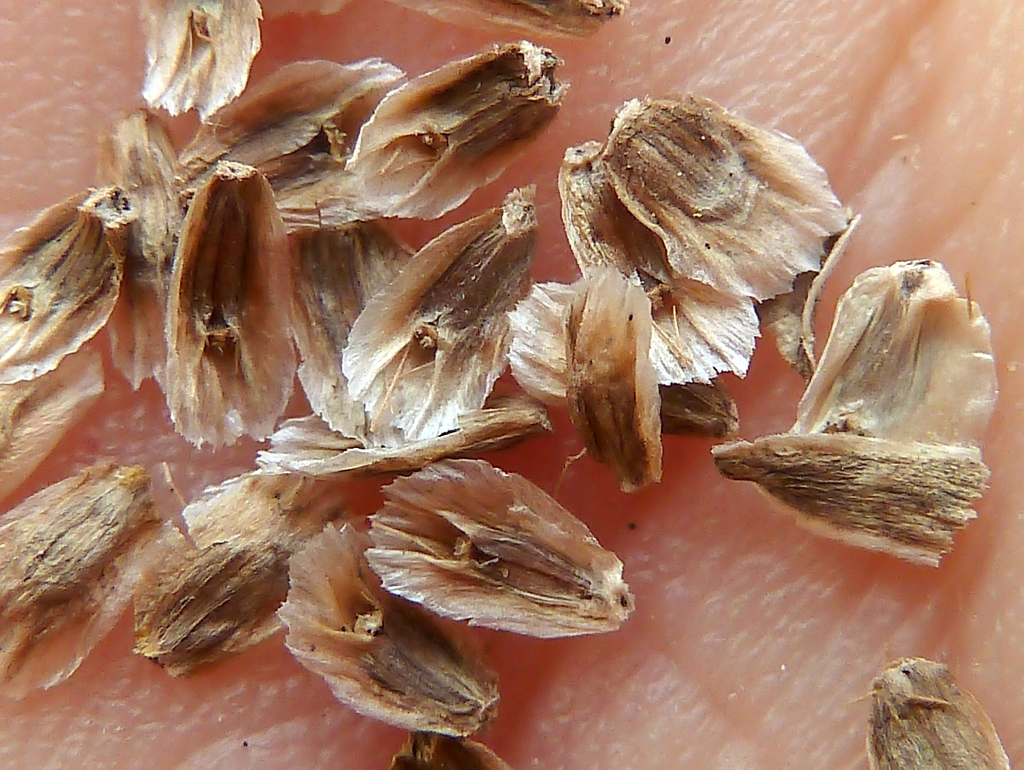
Aquenios maduros sueltos aún rodeados de sus páleas aladas membranosas; se notan restos del vilano de finas aristas barbeladas en el escote de dichas páleas.

## Descripción
Es una planta bienal o perenne erecta de hasta 2,5 m de altura (pero que puede también ser de porte algo rastrero/desparramado), generalmente ramificada desde la base, y con hojas espinosas, las basales de pinnatisectas a pinnatipartidas, las superiores pinnatífidas. El tallo y las ramas, más o menos pelosos y discretamente estriados longitudinalmente, son recorridos por alas irregularmente espinosas y dentadas, algo discontinuas, excepto en la base de tallo que es prácticamente inerme. Presenta, en las axilas foliares y al final de las ramas, inflorescencias de capítulos subsentados, de hasta 5 cm de diámetro, de unas 20-40 flores amarillas, todas liguladas, hermafroditas y rodeados de 3 brácteas externas tomentosas y también espinosas (hay 6 brácteas en el capítulo terminal de las ramas), y las internas ovaladas, mucho más estrechas, con una espina apical y sin espinas marginales. El receptáculo, profundamente alveolado, es convexo/cónico. Los frutos son cipselas ovoides dorso-ventralmente comprimidas, lisas, de unos 3-5 mm, coronadas por un vilano heteromorfo conformado por 2-5 largas, frágiles, rígidas y finas cerdas barbuladas, con, eventualmente, una fila de hasta 4 escamas obtusas a lanceoladas; dichos frutos están envueltos casi por completo por sus páleas, membranosas y lateralmente aladas.

## Distribución y hábitat
Nativo en todo el Mediterráneo y centro de Europa continental hasta el mar Caspio; introducido más al norte, y en Norteamérica, Suramérica y Australia. En la península ibérica, está distribuida desigualmente por toda la geografía, excepto la cornisa cantábrica, donde falta casi por completo, y todos los Pirineos menos su parte más oriental. Está también presente en las islas Baleares y algunas de las islas Canarias.
Crece  en sembrados, herbazales nitrófilos, ruderales viarios, corrales, solares y ejidos, entre el nivel del mar y 1225 m de altitud. Florece de mayo a agosto.

## Usos
Alimenticios
Es comestible y muy sabroso en guisos: potaje de tagarninas, muy típico en Jerez de la Frontera, berza gitana; también en revueltos e incluso en sopas y ensaladas.
Medicinales
En etnofarmacología se utilizan las raíces como diuréticas en insuficiencias renales. Dosis: Decocto al 2%, 1-2 tazas/día después de las comidas. El látex que mana de la planta fresca se ha empleado para cuajar la leche. Asimismo sus flores se han utilizado para adulterar el azafrán. Principios activos: Flavonoides e inulina.

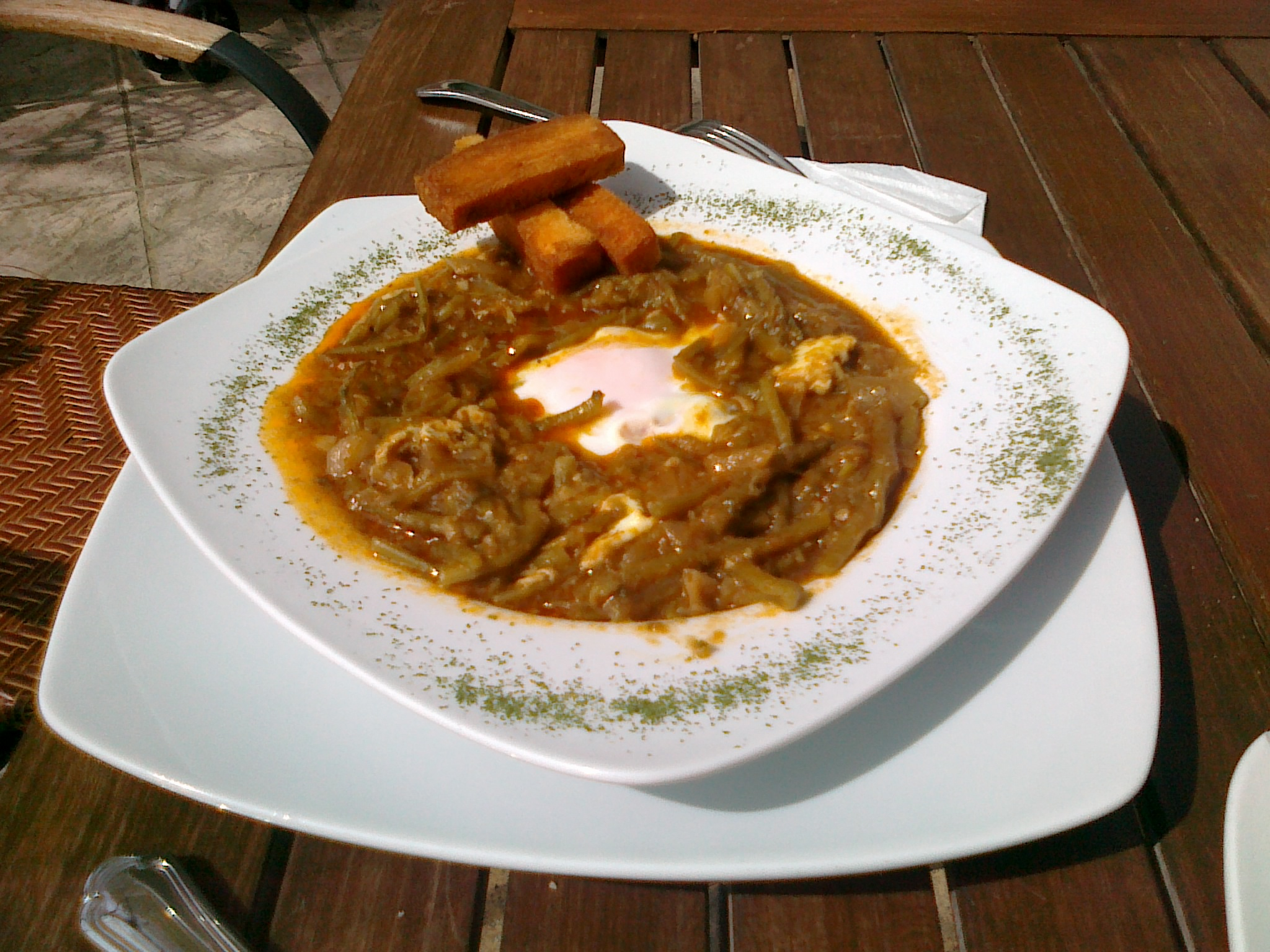
Tagarninas con huevo cuajado, típico de Jerez (España).

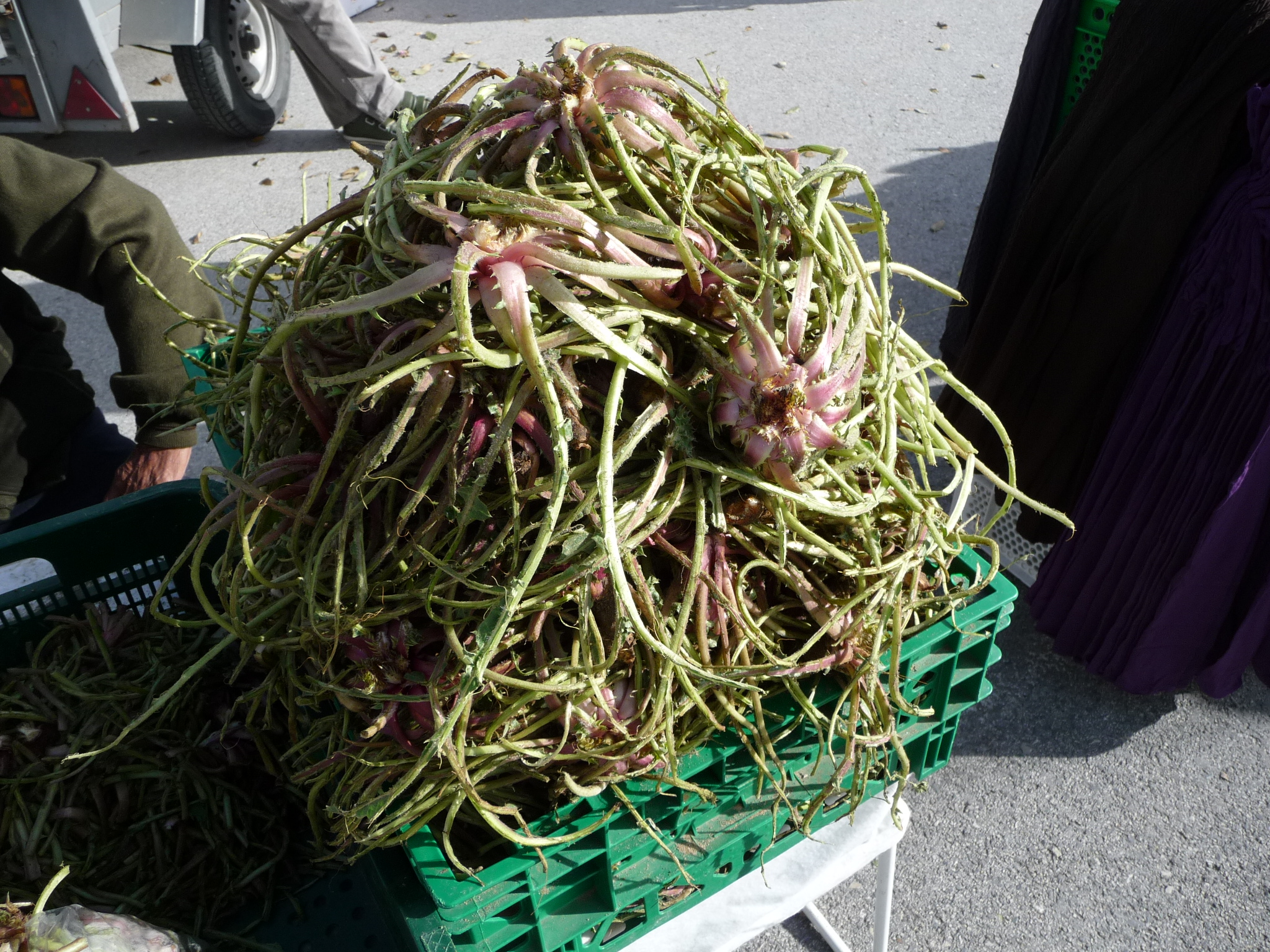
Tagarninas cortadas para uso en cocina.

## Citología
Número de cromosomas de Scolymus hispanicus: 2n=10.

## Taxonomía
Scolymus hispanicus fue descrito por Carlos Linneo y publicado en Species Plantarum, vol 2, p. 813–814, 1753.
Etimología
- Scolymus: nombre genérico prestado del Latín scǒlŷmos, i, ya prestado del Griego σχόλυμος, y evocado por Plinio el Viejo en su Naturalis Historia (XXI, 94-96) como una especie de cardo, pero con raíz comestible y flores en preantesis, antesis y fructificación simultáneamente durante todo el verano y, también, que las espinas de sus hojas ya no pican cuando secas, refiriéndose probablemente al Scolymus hispanicus o  maculatus.

- hispanicus: epíteto geográfico que alude a su localización en Hispania. Curiosamente, la diagnosis original de Linneo no cita Hispania como locus typicus sino, textualmente: «Habitat in Italia, Sicilia, Galia Narbonense[nota 1]».

Sinonimia
- Myscolus microcephalus Cass.
- Scolymus aggregatus Ruch.
- Scolymus congestus Lam.
- Scolymus gymnospermus Gaertn., nom. illeg.
- Scolymus hispanicus var. aggregatus (Ruch.) F.M.Vázquez
- Scolymus hispanicus var. aurantiacus Maire
- Scolymus perennis Gérard, nom. illeg.
- Scolymus theophrasti Bubani, nom. illeg.
- Scolymus vivax Sauvages ex DC.[13]

## Nombres comunes
Almirón de España, caderlina, cadillo, cadillos, caldillo, caldillos (2), cardetes, cardico de monte, cardico de olla, cardicos de monte, cardilla (2), cardillas, cardillico, cardillo (42), cardillo blanco, cardillo bravío (5), cardillo de comer (5), cardillo de la olla (2), cardillo fino, cardillo lechal, cardillo real (2), cardillos (12), cardillos bravíos, cardillos de comer, cardillu, cardillón, cardo (11), cardo María (4), cardo azafranero silvestre, cardo cardillero, cardo cristo, cardo de comer (2), cardo de cristiano, cardo de olla (9), cardo lechal (4), cardo lechar (4), cardo lechariego, cardo lechero (2), cardo lechón, cardo manso, cardo mantequero, cardo pavero, cardo santo, cardo triguero, cardo zafranero (3), cardo-María, cardoncha (2), cardón lechal (3), cardón lechar (3), carlina de Cádiz, chicoria, chicoyas, flor del cardillo, flor quesera, lechera, lecherina meaperros, lechocino (2), licherina, pincha, tagardilla (2), tagardina (3), tagarmina, tagarna, tagarnilla, tagarnina (18), tagarninas burreras, tagarnino (2), tagarrina (3), yerba cana. Las cifras entre paréntesis indican la frecuencia de uso del vocablo en España.